# Historia del uniforme del Real Valladolid Club de Fútbol
Notas:  Camisetas Real Valladolid Club de Fútbol 

## Historia y evolución

### Uniforme titular
Desde su fundación, el Real Valladolid ha mantenido siempre el uniforme titular definido el 22 de abril de 1928, día en el que también se acordaron el escudo y el estadio del club. El uniforme titular blanquivioleta se ha mantenido con mínimos cambios en su diseño hasta hoy. Ese día, se decidió descartar los colores de los clubes constituyentes, azul del Club Deportivo Español y rojo del Real Unión Deportiva, para evitar controversias, acordándose el siguiente uniforme: camisa o jersey con listas verticales violetas y blancas y pantalón blanco. Las medias fueron de color negro hasta el año 1954 que pasan a ser de color blanco.

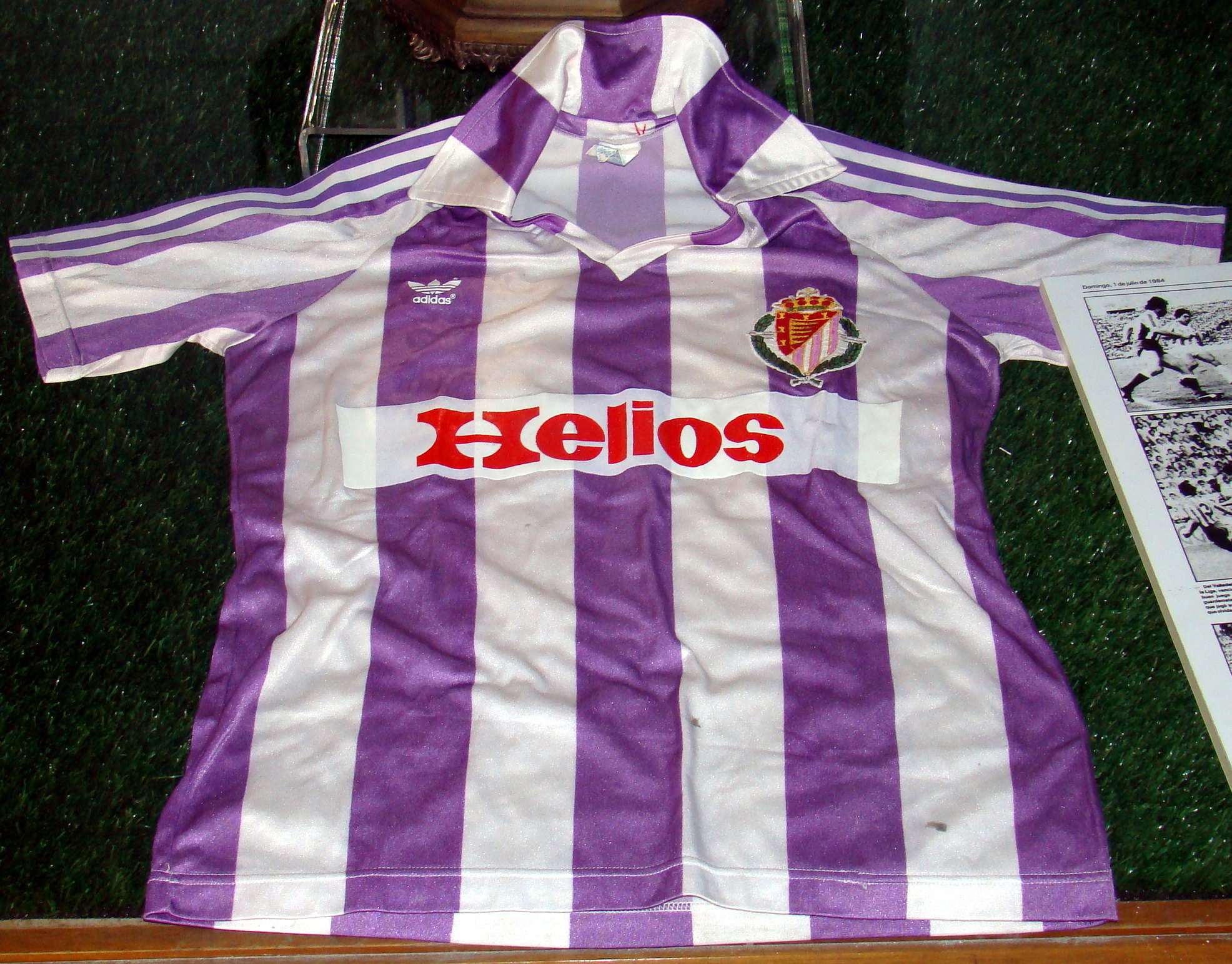
Camiseta del Real Valladolid en la temporada 1983-84, cuando se ganó el único trofeo oficial del equipo: la Copa de la Liga de Primera División 1984.

| 1928 - 1954 | 1954 - actualidad |

| 2007-08 | 2008-09 | 2009-10 | 2010-11 | 2011-12 | 2012-13 | 2013-14 | 2014-15 | 2015-16 |

| 2016-17 | 2017-18 | 2018-19 | 2019-20 | 2020-21 | 2021-22 | 2022-23 | 2023-24 | 2024-25 |

| 2007-08 | 2008-09 | 2009-10 | 2010-11 | 2011-12 | 2012-13 | 2013-14 | 2014-15 | 2015-16 |

| 2016-17 | 2017-18 | 2018-19 | 2019-20 | 2020-21 | 2021-22 | 2022-23 | 2023-24 | 2024-25 |

| 2007-08 | 2008-09 | 2009-10 | 2010-11 | 2011-12 | 2012-13 | 2013-14 | 2014-15 | 2015-16 |

| 2016-17 | 2017-18 | 2018-19 | 2019-20 | 2020-21 | 2021-22 | 2022-23 | 2023-24 | 2024-25 |

| 2007-08 | 2008-09 | 2009-10 | 2010-11 | 2011-12 | 2012-13 | 2013-14 | 2014-15 | 2015-16 |

| 2016-17 | 2017-18 | 2018-19 | 2019-20 | 2020-21 | 2021-22 | 2022-23 | 2023-24 | 2024-25 |

### Uniforme visitante
El Real Valladolid ha utilizado preferentemente el violeta para su uniforme alternativo, junto con el rojo, que también es uno de los colores históricos de la segunda equipación del club. También se han utilizado varios diseños sin tradición histórica, como el realizado por Kelme para la temporada 1997-98, que contaba con rayas negras y violetas, y que fue recuperado como segunda equipación para la temporada 2009-10, cambiando el color de los pantalones y las medias de violeta a negro. En la 2014-15 utilizó de segunda equipación una camiseta de color verde con detalles verde lima. En la temporada 2020-21 usará un diseño novedoso en la historia que será la mitad de la camiseta de color morado y la otra mitad de color rosa con detalles morados. 
|  |  |  |  | 2007-08 | 2008-09 | 2009-10 | 2010-11 |

| 2011-12 | 2012-13 | 2013-14 | 2014-15 | 2015-16 | 2016-17 | 2017-18 |

| 2018-19 | 2019-20 | 2020-21 | 2021-22 | 2022-23 | 2024-25 | 2024-25 |

|  |  |  |  | 2007-08 | 2008-09 | 2009-10 | 2010-11 |

| 2011-12 | 2012-13 | 2013-14 | 2014-15 | 2015-16 | 2016-17 | 2017-18 |

| 2018-19 | 2019-20 | 2020-21 | 2021-22 | 2022-23 | 2024-25 | 2024-25 |

|  |  |  |  | 2007-08 | 2008-09 | 2009-10 | 2010-11 |

| 2011-12 | 2012-13 | 2013-14 | 2014-15 | 2015-16 | 2016-17 | 2017-18 |

| 2018-19 | 2019-20 | 2020-21 | 2021-22 | 2022-23 | 2024-25 | 2024-25 |

|  |  |  |  | 2007-08 | 2008-09 | 2009-10 | 2010-11 |

| 2011-12 | 2012-13 | 2013-14 | 2014-15 | 2015-16 | 2016-17 | 2017-18 |

| 2018-19 | 2019-20 | 2020-21 | 2021-22 | 2022-23 | 2024-25 | 2024-25 |

### Tercer uniforme
El uso del tercer uniforme por el conjunto pucelano ha sido una novedad de las últimas temporadas. Algunos de los colores utilizados han sido el amarillo, el gris o el negro. En alguna ocasión, el violeta de la segunda equipación fue trasladado a la tercera, como en la campaña 2009-10.
| 2007-08 | 2008-09 | 2009-10 | 2022-23 | 2023-24 | 2024-25 |

### Cuarto uniforme
El 24 de septiembre de 2023 tuvo que disputar su partido en el estadio Carlos Tartiere contra el Real Oviedo con una cuarta equipación ya que el C.T.A. considera que las tres equipaciones del equipo pucelano tienen como color predominante el violeta y considera que son similares a la primera equipación del equipo asturiano a pesar de haber disputado otras temporadas los partidos con la primera equipación, sustituyendo el pantalón blanco por uno violeta. Sin ir más lejos el Promesas disputó su partido de Segunda Federación contra el Real Oviedo Vetusta la semana anterior con la equipación antes descrita sin ningún tipo de problema. La cuarta equipación fue camiseta y medias amarillas, y con pantalón violeta de la segunda equipación.
| 2023-24 |

### Camisetas conmemorativas
En algunos momentos de su historia, el club ha lanzado varias camisetas conmemorativas que, si bien no han llegado a utilizarse durante ningún partido oficial, sí han sido llevadas por algunos jugadores y aficionados, como la que celebraba el 75.º aniversario del club, de color blanco y con los nombres en violeta de todos sus abonados; o la del ascenso en la temporada 2006-07, de color morado y en la que estaban escritos con letras blancas y formando las letras "1.ª" los nombres de los jugadores de la plantilla de aquel año.
En la Copa del Rey 1999-2000 el R. Valladolid vistió en Irún frente al Real Unión Club una camiseta violeta con rayas horizontales amarillas simulando ser llamas. Además durante las eliminatorias de ascenso a Primera División en la temporada 2010-11 se ofertó a los abonados y público en general una camiseta de apoyo con el lema #yonoaflojo. En la temporada 2011-12 y ante la imposibilidad de jugar con sus dos equipaciones existentes ante el F. C. Cartagena el día 26 de noviembre de 2011, el club dio la posibilidad a sus aficionados a través de su página de Facebook oficial de elegir el color de la camiseta que se luciría en Cartagena. Tras una votación con una gran participación cercana a los 3000 votos en menos de una semana, los aficionados eligieron por mayoría absoluta el color rosa, los otros colores a elegir eran el verde y el azul tanto claro como oscuro. Esta camiseta se lució en Cartagena y tuvo el lema Mucho x vivir para la lucha contra el cáncer de mama. El 22 de diciembre de 2013, en el partido disputado frente al RCD Español, el Real Valladolid volvió a jugar con camiseta de color rosa, en esta ocasión de marca Hummel en lugar de Kappa, en apoyo de nuevo a la lucha contra el cáncer de mama.
Durante la temporada 2012-13 en el partido disputado el Estadio Santiago Bernabéu contra el Real Madrid lució una camiseta especial en apoyo a la Candidatura de Madrid a los Juegos Olímpicos de 2020. La camiseta era a rayas negra y violeta, con los dorsales de color naranja.
|  |  |

### Proveedores y patrocinadores
Las siguientes tablas detallan cronológicamente las empresas proveedoras de indumentaria y los patrocinadores que ha tenido el Real Valladolid desde los años 1980:
| Período       | Proveedor                       | Patrocinador principal          | Patrocinador secundario |
| ------------- | ------------------------------- | ------------------------------- | ----------------------- |
| 1981-1983     | Bandera de Alemania             | Ninguno                         | Ninguno                 |
| 1983-1985     | Bandera de Alemania             | Bandera de España · Helios      | Ninguno                 |
| 1985-1987     | Meyba                           | Bandera de España · Helios      | Ninguno                 |
| 1987-1991     | Bandera de España               | Bandera de España · Helios      | Ninguno                 |
| 1991-1993     | Front Runner                    | Bandera de España · Helios      | Ninguno                 |
| 1993-1994     | Bandera de España               | Bandera de España · Helios      | Ninguno                 |
| 1994-1995     | Bandera de España               | Halcón Viajes                   | Ninguno                 |
| 1995-1996     | Bandera de España               | Parquesol Inmobiliaria Marbella | Ninguno                 |
| 1996-2001     | Bandera de España               | Bandera de España               | Ninguno                 |
| 2001-2002     | Bandera del Reino Unido · Umbro | Bandera de España               | Ninguno                 |
| 2002-2005     | Bandera del Reino Unido · Umbro | Distinto cada partido           | Ninguno                 |
| 2005-2006     | Bandera del Reino Unido · Umbro | Stevenson                       | Ninguno                 |
| 2006-2007     | Bandera de Alemania · Puma      | Distinto cada partido           | Ninguno                 |
| 2007-2010     | Bandera de Alemania · Puma      | Caja Duero                      | Ninguno                 |
| 2010-2011     | Bandera de Italia · Kappa       | Ninguno                         | Ninguno                 |
| 2012          | Bandera de Italia · Kappa       | [ n 1 ]                         | Ninguno                 |
| 2012-2013     | Bandera de Italia · Kappa       | Ninguno                         | Ninguno                 |
| 2013-2014     | Bandera de Dinamarca · Hummel   | Ninguno                         | Ninguno                 |
| 2014-2019     | Bandera de Dinamarca · Hummel   | Cuatro Rayas                    | Ninguno                 |
| 2019-2020     | Bandera de Alemania             | Cuatro Rayas                    | Ninguno                 |
| 2020-2023     | Bandera de Alemania             | Bandera de España               | Ninguno                 |
| 2023-presente | [ 15 ]                          | Bandera de España               | JD Sports               |

| 1. |